# Liga Mexicana de Béisbol 1962
La Temporada 1962 de la Liga Mexicana de Béisbol fue la edición número 38. Se mantuvieron los mismos 6 equipos de la campaña anterior.  El calendario constaba de 130 juegos en un rol corrido, el equipo con el mejor porcentaje de ganados y perdidos se coronaba campeón de la liga.
Los Sultanes de Monterrey obtuvieron el quinto campeonato de su historia al terminar la temporada regular en primer lugar con marca de 77 ganados y 53 perdidos, con 8 juegos de ventaja sobre los Rojos del Águila de Veracruz. El mánager campeón fue Clemente "Sungo" Carrera.

## Equipos participantes
| Liga Mexicana de Béisbol 1962 |           |                       |                       |           |
| Equipo                        | Fundación | Ciudad                | Estadio               | Capacidad |
| Diablos Rojos del México      | 1940      | México, D. F.         | Seguro Social         | 25,000    |
| Pericos de Puebla             | 1938      | Puebla, Puebla        | Ignacio Zaragoza      | 22,000    |
| Petroleros de Poza Rica       | 1958      | Poza Rica, Veracruz   | Jaime J. Merino       | 10,000    |
| Rojos del Águila de Veracruz  | 1903      | Veracruz, Veracruz    | Deportivo Veracruzano | 12,000    |
| Sultanes de Monterrey         | 1939      | Monterrey, Nuevo León | Cuauhtémoc            | 8,000     |
| Tigres Capitalinos            | 1955      | México, D. F.         | Seguro Social         | 25,000    |

## Posiciones
| Liga Mexicana de Béisbol | Liga Mexicana de Béisbol | Liga Mexicana de Béisbol | Liga Mexicana de Béisbol | Liga Mexicana de Béisbol |
| Equipo                   | JG                       | JP                       | PCT                      | JV                       |
| ------------------------ | ------------------------ | ------------------------ | ------------------------ | ------------------------ |
| Monterrey                | 77                       | 53                       | .592                     | -                        |
| Águila                   | 69                       | 61                       | .531                     | 8.0                      |
| México                   | 67                       | 63                       | .515                     | 10.0                     |
| Puebla                   | 64                       | 66                       | .492                     | 13.0                     |
| Tigres                   | 62                       | 68                       | .477                     | 15.0                     |
| Poza Rica                | 51                       | 79                       | .392                     | 26.0                     |

| Campeón de la Liga |

## Juego de Estrellas
Para el Juego de Estrellas de la LMB se realizaron dos ediciones entre las selecciones de Extranjeros y Mexicanos. El primer partido se llevó a cabo el 25 de junio en el Parque del Seguro Social en México, D. F. La selección de Mexicanos se impuso a la selección de Extranjeros 13 carreras a 8.
El segundo juego se llevó a cabo el 10 de julio en el Parque Deportivo Veracruzano en Veracruz, Veracruz. La selección de Extranjeros se impuso a la selección de Mexicanos 9 carreras a una.

## Designaciones
Se designó como novato del año a Héctor Espino  de los Sultanes de Monterrey.

## Acontecimientos relevantes
- 18 de abril: Héctor Espino de los Sultanes de Monterrey conecta el primer Home run de su carrera en contra Román Ramos de los Petroleros de Poza Rica, en la cuarta entrada en un encuentro disputado en Poza Rica, Veracruz.[2]